# Les Forges (Vosges)
Les Forges ist eine französische Gemeinde mit 1779 Einwohnern (1. Januar 2022) im Département Vosges in der Region Grand Est (bis 2015 Lothringen). Sie gehört zum Arrondissement Épinal und zum Kommunalverband Agglomération d’Épinal.

## Geografie
Die  Gemeinde Les Forges liegt nur vier Kilometer westlich von Épinal, der Hauptstadt (Präfektur) des Départements Vosges. Das Siedlungsgebiet der Gemeinde ist mit der Nachbargemeinde Chantraine und mit Épinal zusammengewachsen. Auch zum nordwestlich angrenzenden Uxegney besteht ein gemeindeübergreifendes Siedlungs- und Gewerbegebiet.
Das 7,14 km² große Gemeindegebiet von Les Forges umfasst einen Teil des Plateaus zwischen Mosel und Avière, das nach Süden hin ansteigt und im Südosten der Gemeinde 461 Meter über dem Meer erreicht. Im Nordosten der Gemeinde verläuft der Canal des Vosges in Scheitelhaltung auf etwa 350 Metern Meereshöhe. Etwa die Hälfte der Gemeindefläche ist Teil des Waldgebietes Forêt de Ban d’Uxegney. Die landwirtschaftlichen Nutzflächen beschränken sich auf knapp 100 ha. Nachbargemeinden von Les Forges sind Uxegney im Norden, Golbey im Nordosten, Chantraine im Osten, Renauvoid im Süden sowie Sanchey im Westen.

## Geschichte
Keimzelle der Gemeinde waren drei Schmieden. Der Weiler Les Forges (deutsch: die Schmieden) ist seit dem 11. Jahrhundert bezeugt. Die heutige Gemeinde entstand 1892 durch Abtrennung vom Gebiet der Gemeinde Chantraine.

### Bevölkerungsentwicklung
| Jahr      | 1962 | 1968 | 1975 | 1982 | 1990 | 1999 | 2006 | 2014 | 2021 |
| --------- | ---- | ---- | ---- | ---- | ---- | ---- | ---- | ---- | ---- |
| Einwohner | 629  | 773  | 1074 | 1352 | 1661 | 1806 | 2058 | 1933 | 1792 |

Im Jahr 2006 wurde mit 2058 Bewohnern die bisher höchste Einwohnerzahl ermittelt. Die Zahlen basieren auf den Daten von cassini.ehess und INSEE.

## Sehenswürdigkeiten
Im Gemeindegebiet liegt wenige hundert Meter östlich des Bouzey-Stausees das Feuchtgebiet Étang de la Comtesse, ein alter Weiher mit einem Moor. Es ist durch einen Naturlehrpfad erschlossen.

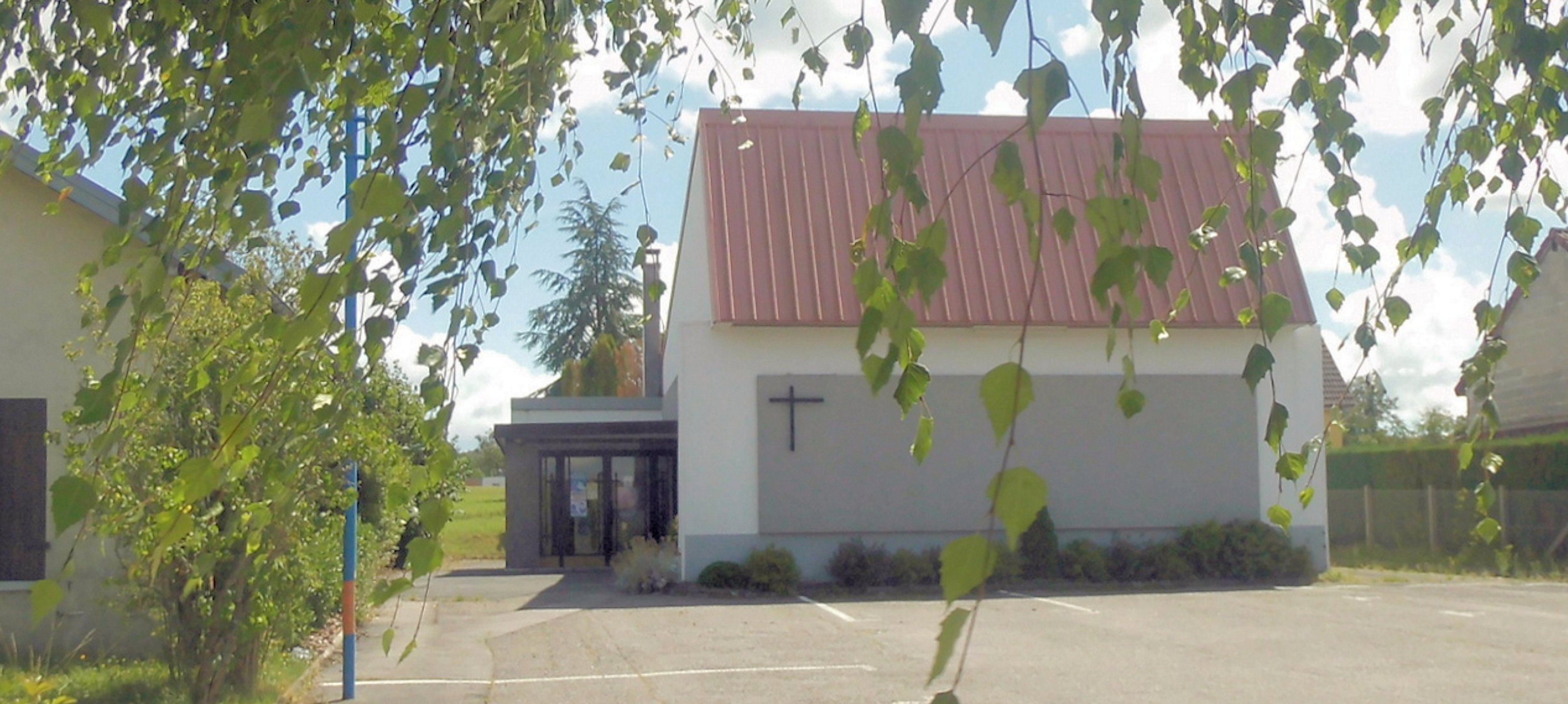
Kirche St. Eligius

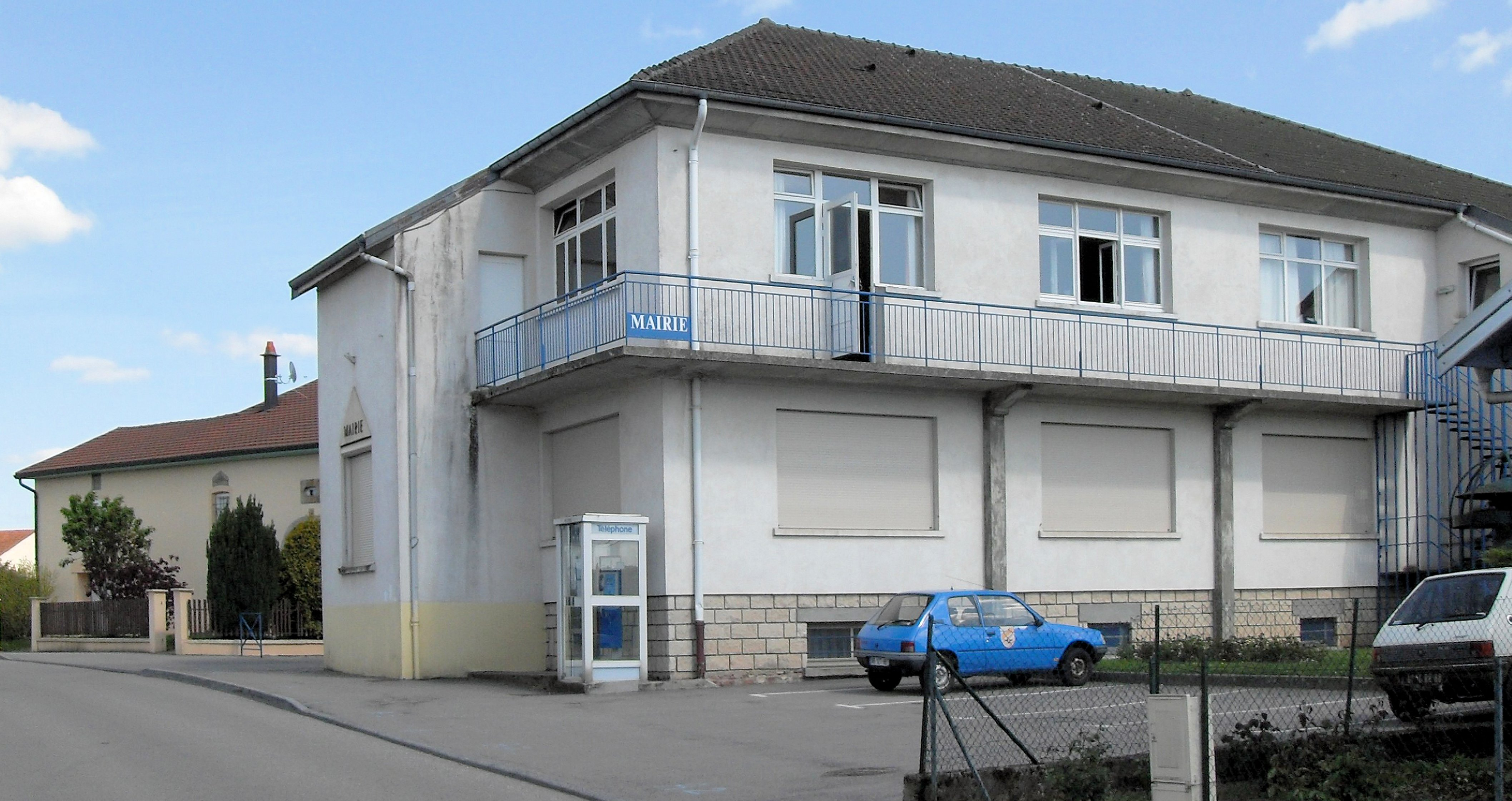
Rathaus Les Forges

## Wirtschaft und Infrastruktur
In der Gemeinde gibt es kleine Handels- und Dienstleistungsunternehmen. Les Forges ist seit Ende der 1960er Jahre hauptsächlich Wohnort für viele Beschäftigte der Industrieunternehmen an der Mosel (Épinal, Golbey, Thaon-les-Vosges) geworden. In der Gemeinde sind sieben Landwirtschaftsbetriebe ansässig (unter anderem Obst- und Weinanbau). Nordwestlich des Kanals wurde im Oktober 2009 ein neues Gewerbegebiet (Zone d'activités économiques; ZAE) eingeweiht. Hier haben sich inzwischen unter anderem ein Metallbetrieb und ein Baumarkt angesiedelt.
Les Forges ist Standort einer Grundschule.
Durch die Verzahnung mit dem nahen Épinal ist Les Forges durch Fernstraßen mit allen umliegenden Gebieten verbunden. In Les Forges kreuzen sich als Hauptverkehrsachsen die Departementsstraßen D 36 (Épinal-Uxegney) und D 460 (Golbey-Darney).

## Belege
1. ↑  www.mairie-chantraine.fr (Memento vom 24. September 2009 im Internet Archive) (französisch)
2. ↑  Les Forges auf cassini.ehess
3. ↑  Les Forges auf INSEE
4. ↑  Landwirtschaftsbetriebe auf annuaire-mairie.fr (französisch)